# Leiyang
Koordinaten: 26° 25′ N, 112° 51′ O
Leiyang (chinesisch 耒陽市 / 耒阳市, Pinyin Lěiyáng Shì) ist eine kreisfreie Stadt in der chinesischen Provinz Hunan, die zum Verwaltungsgebiet der bezirksfreien Stadt Hengyang gehört. Die Stadt wird in China auch mit der Beiname als die „Stadt des Papiers“ (纸都,  Zhǐ dū – „Papier-Metropole“) bezeichnet. Leiyang hat eine Fläche von 2.649 km² und zählt 1.127.900 Einwohner (Stand: Ende 2018).
Der Cai-Lun-Gedenktempel (蔡侯祠,  Cai hou ci) steht seit 2006 auf der Liste der Denkmäler der Volksrepublik China (6-676).